# Kandai Satu
Kandai Satu is een bestuurslaag in het regentschap Dompu van de provincie West-Nusa Tenggara, Indonesië. Kandai Satu telt 4195 inwoners (volkstelling 2010).